# Cresta uretrale
La cresta uretrale è una caratteristica anatomica presente sia nei maschi sia nelle femmine.

## Sesso maschile
Nei maschi la cresta uretrale è denominata crista urethralis masculinae o crista phallica ed è un ripiegamento longitudinale della parete dell'uretra che parte dall'uvula della vescica per portarsi all'uretra prostatica. È lunga tra i 15 e i 17 mm e alta circa 3 ed è formata da fibre muscolare e tessuto erettile. Quando è distesa serve a prevenire il reflusso di sperma nella vescica.

## Sesso femminile
Nelle femmine è denominata crista urethralis femininae ed è un ripiegamento longitudinale cospicuo della mucosa della parete posteriore dell'uretra.